# Edgar White
Edgar Pardee Earle White (17 de novembro de 1929 — 7 de janeiro de 2014) foi um velejador estadunidense, medalhista olímpico. Ele competiu nos Jogos Olímpicos de Verão de 1952 na classe 5.5 Metre e conquistou a medalha de ouro a bordo do Complex II, ao lado de Britton Chance, Michael Schoettle e Sumner White.
White se formou na Universidade Harvard em 1952. Ele então trabalhou em contra-espionagem para o Exército dos Estados Unidos e, mais tarde, também como corretor de ações e na indústria de impressão financeira. Ele era casado e tinha três filhas.